# Coupe du monde de saut à ski 2003-2004
Navigation
Édition précédente Édition suivante
L'édition 2003/2004 de la Coupe du monde de saut à ski est une compétition sportive internationale rassemblant les meilleurs athlètes mondiaux pratiquant le saut à ski. Elle s'est déroulée entre le 28 novembre 2003 et le 14 mars 2004 et a été remportée par le Finlandais Janne Ahonen, suivi des Norvégiens Roar Ljoekelsoey et  Bjoern Einar Romoeren.

## Classement général
| Place | Sauteur               | Nationalité | Points |
| ----- | --------------------- | ----------- | ------ |
| 1     | Janne Ahonen          | Finlande    | 1316   |
| 2     | Roar Ljoekelsoey      | Norvège     | 1306   |
| 3     | Bjoern Einar Romoeren | Norvège     | 825    |
| 4     | Sigurd Pettersen      | Norvège     | 787    |
| 5     | Martin Hoellwarth     | Autriche    | 731    |
| 6     | Thomas Morgenstern    | Autriche    | 696    |
| 7     | Matti Hautamaeki      | Finlande    | 673    |
| 8     | Noriaki Kasai         | Japon       | 631    |
| 9     | Georg Spaeth          | Allemagne   | 557    |
| 10    | Peter Žonta           | Slovénie    | 545    |

## Résultats
| Date             | Lieu                   | Vainqueur                                                                          | Deuxième                                                           | Troisième                                                            |
| 28 novembre 2003 | Kuusamo                | Matti Hautamaeki                                                                   | Adam Malysz                                                        | Veli-Matti Lindstroem                                                |
| 29 novembre 2003 | Kuusamo                | Sigurd Pettersen                                                                   | Adam Malysz                                                        | Veli-Matti Lindstroem                                                |
| 6 décembre 2003  | Trondheim              | Roar Ljoekelsoey                                                                   | Janne Ahonen                                                       | Maximilian Mechler                                                   |
| 14 décembre 2003 | Titisee-Neustadt       | Tami Kiuru                                                                         | Andreas Widhoelzl                                                  | Janne Ahonen                                                         |
| 20 décembre 2003 | Engelberg              | Roar Ljoekelsoey                                                                   | Janne Ahonen                                                       | Martin Hoellwarth                                                    |
| 29 décembre 2003 | Oberstdorf             | Sigurd Pettersen                                                                   | Thomas Morgenstern                                                 | Martin Hoellwarth                                                    |
| 1er janvier 2004 | Garmisch-Partenkirchen | Sigurd Pettersen                                                                   | Martin Hoellwarth                                                  | Georg Spaeth                                                         |
| 4 janvier 2004   | Innsbruck              | Peter Zonta                                                                        | Veli-Matti Lindstroem                                              | Janne Ahonen                                                         |
| 6 janvier 2004   | Bischofshofen          | Sigurd Pettersen                                                                   | Peter Zonta                                                        | Janne Ahonen                                                         |
| 10 janvier 2004  | Liberec                | Janne Ahonen                                                                       | Thomas Morgenstern                                                 | Martin Hoellwarth                                                    |
| 11 janvier 2004  | Liberec                | Janne Ahonen                                                                       | Bjoern Einar Romoeren                                              | Andreas Kuettel                                                      |
| 17 janvier 2004  | Zakopane               | Michael Uhrmann                                                                    | Adam Malysz                                                        | Bjoern Einar Romoeren                                                |
| 18 janvier 2004  | Zakopane               | Martin Hoellwarth                                                                  | Adam Malysz                                                        | Roar Ljoekelsoey                                                     |
| 23 janvier 2004  | Hakuba                 | Matti Hautamaeki                                                                   | Janne Ahonen                                                       | Bjoern Einar Romoeren                                                |
| 24 janvier 2004  | Sapporo                | Roar Ljoekelsoey                                                                   | Janne Ahonen                                                       | Martin Hoellwarth                                                    |
| 25 janvier 2004  | Sapporo                | Roar Ljoekelsoey                                                                   | Noriaki Kasai                                                      | Janne Ahonen Sigurd Pettersen                                        |
| 7 février 2004   | Oberstdorf             | Roar Ljoekelsoey                                                                   | Janne Ahonen                                                       | Noriaki Kasai                                                        |
| 14 février 2004  | Willingen              | Janne Ahonen                                                                       | Georg Spaeth                                                       | Roar Ljoekelsoey                                                     |
| 15 février 2004  | Willingen              | Norvège Roar Ljoekelsoey Bjoern Einar Romoeren Tommy Ingebrigtsen Sigurd Pettersen | Finlande Matti Hautamaeki Tami Kiuru Janne Ahonen Jussi Hautamaeki | Allemagne Michael Uhrmann Georg Spaeth Martin Schmitt Alexander Herr |
| 28 février 2004  | Park City              | Noriaki Kasai                                                                      | Simon Ammann                                                       | Tommy Ingebrigtsen                                                   |
| 6 mars 2004      | Lahti                  | Norvège Bjoern Einar Romoeren Sigurd Pettersen Tommy Ingebrigtsen Roar Ljoekelsoey | Finlande Janne Ahonen Akseli Kokkonen Tami Kiuru Matti Hautamaeki  | Japon Akira Higashi Noriaki Kasai Daiki Ito Hideharu Miyahira        |
| 7 mars 2004      | Lahti                  | Bjoern Einar Romoeren                                                              | Roar Ljoekelsoey                                                   | Janne Ahonen                                                         |
| 10 mars 2004     | Kuopio                 | Bjoern Einar Romoeren                                                              | Roar Ljoekelsoey                                                   | Alexander Herr                                                       |
| 12 mars 2004     | Lillehammer            | Roar Ljoekelsoey                                                                   | Bjoern Einar Romoeren                                              | Simon Ammann                                                         |
| 14 mars 2004     | Oslo                   | Roar Ljoekelsoey                                                                   | Simon Ammann                                                       | Bjoern Einar Romoeren                                                |

## Liens & Source
Résultats Officiels FIS